# آویلکو
آویلکو (انگلیسی: Awilco) شرکت حفاری نروژی است، که در سال ۲۰۰۵ تأسیس شد.